# Парфия

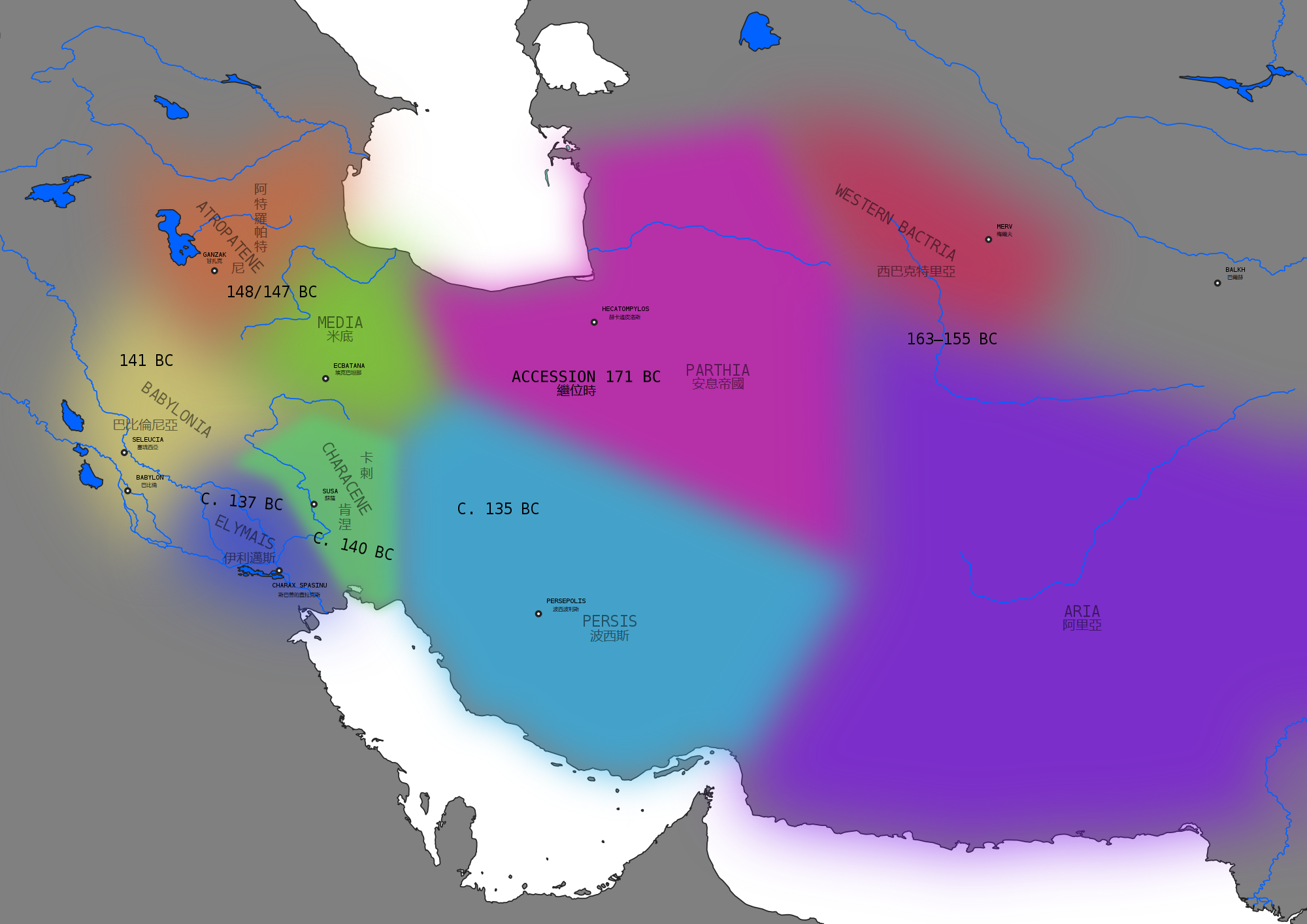
Парфия закрашена на карте пурпурным цветом

Па́рфия (др.-перс. 𐎱𐎼𐎰𐎺 Parθava; парф. 𐭐𐭓𐭕𐭅 Parθaw; пехл. 𐭯𐭫𐭮𐭥𐭡𐭥 Pahlaw) — в древности территория, расположенная к юго-востоку от Каспийского моря. 

## Расположение
Парфия граничила с пустыней Каракумы на севере, включала в себя горы Копетдаг и пустыню Дешт-и Кавир на юге. Граничила с Мидией на западе, Гирканией на северо-западе, Маргианой на северо-востоке и Ареей (Гератский оазис) на юго-востоке. Делилась на три области: Астауэна, Парфиена и Апаварктикена. Столица — Гекатомпил.

## История
Парфия была заселена ираноязычными племенами не позднее 1500 года до нашей эры. С VI века до нашей эры до завоевания её Александром Македонским, Парфия числилась одной из сатрапий державы Ахеменидов, затем входила в состав государства Селевкидов.
Вторгшись в Парфию с севера, кочевое племя парнов (из племенного союза дахов) образовало в середине III века до н. э. Парфянское царство во главе с династией Аршакидов. По мере того, как приходило в упадок государство Селевкидов, государство Аршакидов крепло и расширялось. В период своего наибольшего расцвета Парфянское царство простиралось от Вавилонии через Иран до долины Инда. Парфянское царство прекратило своё существование около 227 года, когда возникло государство Сасанидов.